# Eleccions cantonals franceses de 1976
Les eleccions cantonals es van celebrar el 7 i 14 de maig de 1976. Es caracteritzaren per una gran victòria de l'esquerra.

## Resultats
La taxa d'abstenció s'elevà al 46,56%.
| Tendències | Primera volta (%) | Segona volta (en escons) |
| --- | ----------------- | ------------------------ |
| Extrema esquerra | 0,7               | 4                        |
| Partit Comunista Francès | 22.8              | 242                      |
| Partit Socialista | 26,6              | 513                      |
| Moviment dels Radicals d'Esquerra                                                                                                  | 2,4               | 84                       |
| Divers gauche | 4,0               | 93                       |
| Centristes | 11.8              | 250                      |
| Républicains indépendants | 8,5               | 175                      |
| Unió dels Demòcrates per la República                                                                                              | 10.6              | 171                      |
| Divers droite | 12.5              | 269                      |
| Font: Jean-Jacques Becker, Crises et alternances, 1974-1995, Nouvelle histoire de la France contemporaine n°19, Seuil, Paris, 1998 |                   |                          |